# 양춘 (수호전)

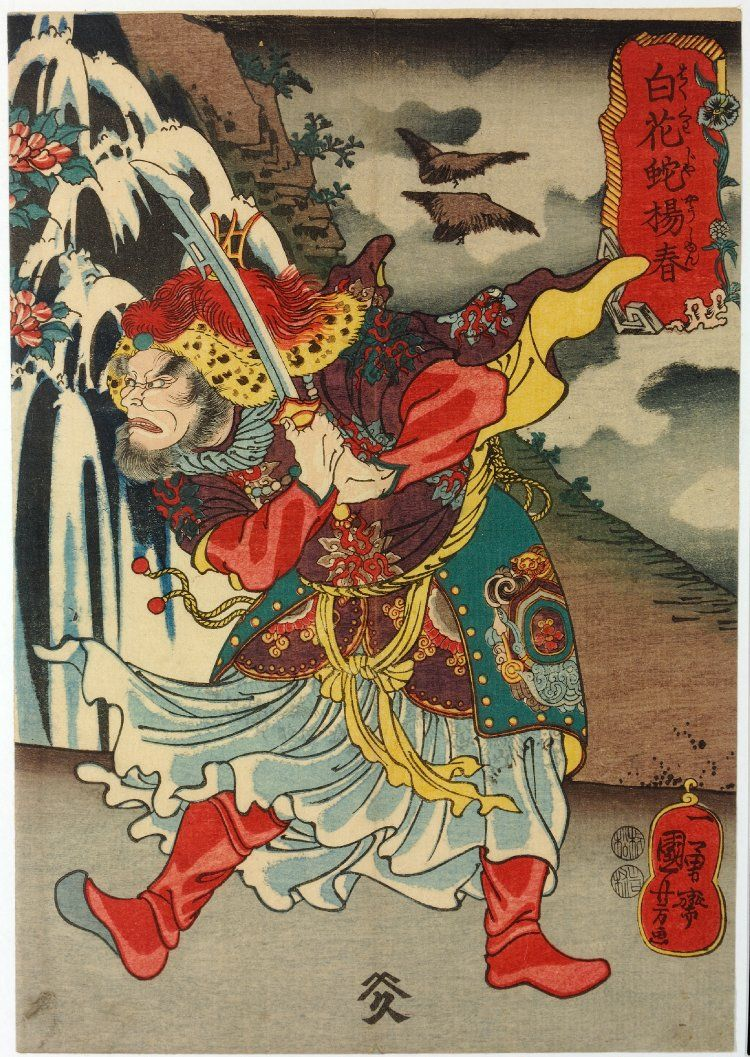

양춘(楊春)은 중국의 사대기서(四大奇書) 중 하나인 《수호전》(水滸傳)에 등장하는 인물로, 108성 중 73위이자 지살성(地煞星)의 지은성(地隱星)에 해당한다. 흰 얼굴에 뱀과 같은 외모를 가졌다 하여 백화사(白花蛇)라는 별호로 불리며, 대간도(大桿刀)의 명수이다.

## 생애
주무(朱武), 진달(陳達)과 의형제를 맺은 뒤 소화산(少華山)의 산적 노릇을 했으며, 진달이 사가촌(史家村)을 습격하다가 사가촌에 있는 사진(史進)과의 일대일 승부 끝에 붙잡히자 주무와 함께 진달을 구출할 작전을 계획했다. 이후 주무와 함께 아무런 무기 없이 단 둘이서 사진에게로 가 진달의 석방을 요청하였고, 이들의 의협심에 반해 진달을 석방해 준 사진과 친하게 지냈다. 하지만 이들의 친분이 관원에게 발각되어 결국 관원들과 한바탕 싸움을 벌였으며, 이후 주무, 진달과 함께 사진을 두령으로 삼으려 했으나 사진은 이를 거부하고 방랑의 길에 나섰다.
그 뒤 전국 방랑을 끝내고 다시 돌아온 사진을 두령으로 맞아들였으며, 이후 사진에게 양산박(梁山泊) 합류를 권유하러 온 노지심(魯智深)과 만났다. 하지만 사진은 화주(華州)의 태수(太守)에게 붙잡혀 있어서 노지심 등 양산박의 호걸들과 함께 사진을 구출했으며, 이후 사진, 주무, 진달과 함께 양산박으로 들어갔다.
108성 집결 이후에는 기병군(騎兵軍) 소표장(小彪將) 겸 척후(斥候) 중 한 명으로 임명되었으며, 방랍(方臘)의 난 토벌 도중 전사했다.